# 刘石民
刘石民（1941年6月—2020年7月12日），男，陕西西安人，中华人民共和国计算机科学家、政治人物，曾任九三学社中央委员会常务委员，陕西省政协副主席，第十届全国政协委员。

## 生平
1941年生于西安，曾就读于陕西省西安中学。1959年至1964年，就读于中国科技大学自动化系电子计算机专业。1965年至1985年，历任航天部七七一所研究组组长、研究室副主任，工程师。1985年至1994年，任陕西省计量测试研究所副所长，总工程师。1997年晋升研究员。
1989年加入九三学社。1994年至2007年，历任九三学社陕西省委员会副主任委员兼秘书长、主任委员。
刘石民是九三学社第十届中央委员会委员（2002年－2007年）；中国人民政治协商会议陕西省第七届委员会委员（1993年－1998年），第八届委员会常务委员（1998年－2003年），第九届委员会副主席（2003年－2008年）。
2020年7月12日19时6分在西安逝世。